# Jeholopterus ningchengensis
Jeholopterus (il cui nome significa "ala di Jehol") è un genere estinto di piccolo pterosauro anurognathide vissuto nel Giurassico medio-superiore, circa 168–160 milioni di anni fa (Bathoniano-Oxfordiano), i cui resti fossili sono stati ritrovati nei letti di Daohugou della Formazione Tiaojishan, nella Mongolia Interna, Cina, e forse nella Formazione Sinuiju del Cretaceo inferiore della Corea del Nord.
Il genere, nominato nel 2002 da Wang Xiaolin , Zhou Zhonghe e Xu Xing, contiene una singola specie, la specie tipo J. ningchengensis. Il nome del genere deriva dal luogo della scoperta, Jehol in Cina, e dal termine greco latinizzato pteron ossia "ala". Il nome della specie, ningchengensis, si riferisce alla Contea di Ningcheng.

## Descrizione

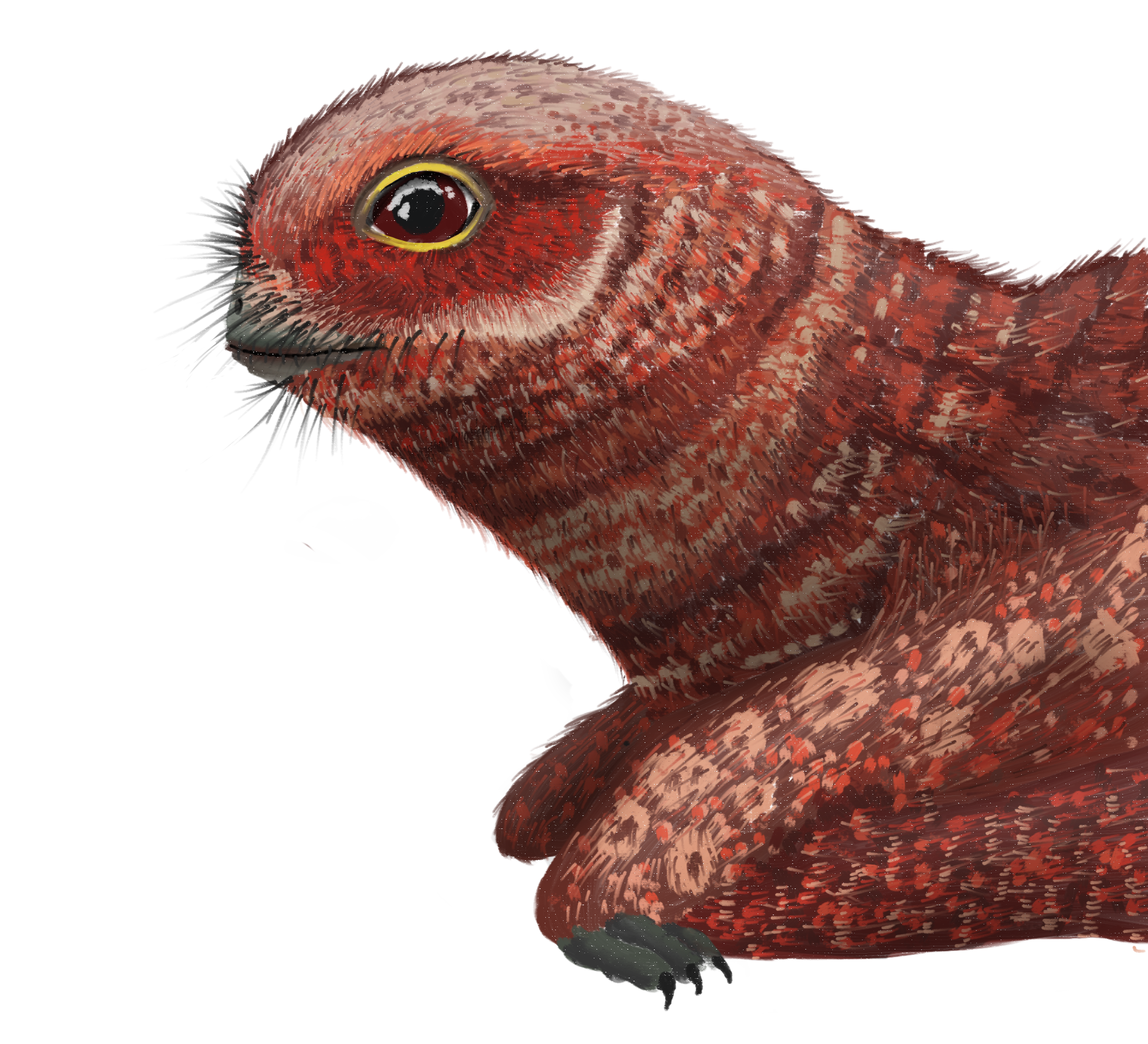
Ricostruzione artistica di J. ningchengensis

La specie tipo J. ningchengensis si basa sull'olotipo IVPP V12705, un esemplare quasi completo proveniente dai letti di Daohugou della Contea di Ningcheng nella regione autonoma di Neimongol (Mongolia interna), Cina. L'esemplare è appiattito tra la lastra e la controlastra, in modo che parti dell'esemplare siano conservate sulle parti opposte delle due lastre. L'esemplare conserva squisitamente la presenza di fibre di pelle carbonizzate e picnofibre. Le fibre sono conservate attorno al corpo dell'esemplare in una sorta di "alone". Il tessuto alare è conservato, sebbene la sua estensione sia discutibile, inclusi i punti esatti di attacco alle zampe (o se è attaccato alle zampe). Nel 2009, Alexander Kellner pubblicò uno studio che riportava la presenza di tre strati di fibre nell'ala, consentendo all'animale di adattare con precisione il profilo alare durante il volo.

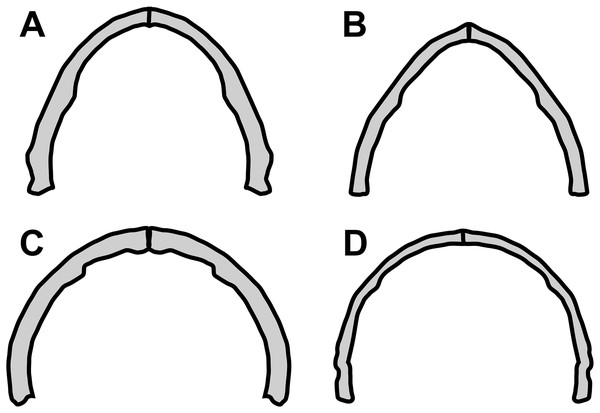
Variazioni nella forma della mascella degli anurognatidi, Jeholopterus (C)

In quanto anurognatide, Jeholopterus mostra una forma del cranio tipica di questo gruppo, con un profilo del cranio più alto e corto, di circa 28 millimetri, con una bocca molto ampia. La maggior parte dei denti sono piccoli e simili a pioli, ma alcuni sono più lunghi e ricurvi. Il collo era corto, dotato di sette o otto vertebre cervicali, mentre il dorso era composto da dodici o tredici vertebre dorsali e tre sacrali. Sono presenti cinque paia di costole addominali. Le vertebre caudali (della coda) non si sono conservate nell'esemplare. I descrittori sostengono che Jeholopterus avesse una coda molto corta, una caratteristica osservata anche in altri anurognatidi, ma insolita per pterosauri "rhamphorhynchoidi" (cioè basali) che in genere possiedono una lunga coda. Wang et al. hanno citato la presenza di una frangia di picnofibre nella regione della coda per dedurre la presenza di una piccola coda. Tuttavia, uno studio successivo di Dalla Vecchia sostenne che è impossibile ricavare qualsiasi informazione sulla coda, dato che la coda ossea è "totalmente assente" nel fossile.
Le ossa delle ali sono robuste, con metacarpi molto corti, un breve pteroide, che sostiene il propatagio, rivolto verso il corpo. Gli artigli delle mani sono lunghi e curvi. Le ali di Jeholopterus mostrano segni di attaccamento a livello delle caviglie, secondo Wang et al.. Le ali sono relativamente allungate rispetto ad altri anurognathidi, con un'apertura alare di circa 90 centimetri. Le zampe sono corte ma robuste. Le dita dei piedi hanno artigli curvi ben sviluppati, ma non sono lunghi quanto gli artigli delle mani. Il quinto dito è allungato, e secondo alcuni gli autori sosteneva una membrana tra le zampe, l'uropatagio.
Un altro esemplare articolato è stato scoperto non più tardi del 2009 nella Formazione Sinuiju del Cretaceo inferiore della Corea del Nord, e rappresenta il primo record fossile di Jeholopterus risalente al Cretaceo; l'esemplare è stato assegnato a Jeholopterus cf. ningchengensis da So et al. (2024).

## Classificazione

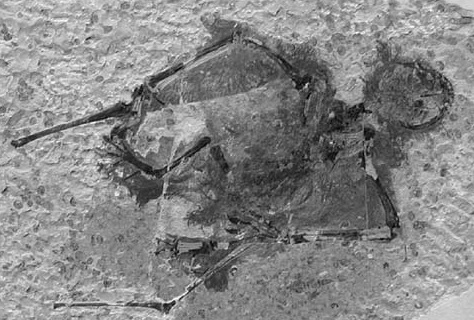
Esemplare fossile di uno pterosauro anurognatide (Jeholopterus sp.) esposto all'Hong Kong Science Museum. Questo esemplare è stato il primo pterosauro descritto dalla Cina che includeva resti di tessuto molle (Ji & Yuan, 2002). È stato provvisoriamente classificato come Jeholopterus da Elgin et al. (2011)

Jeholopterus è stato assegnato dagli autori alla famiglia Anurognathidae. Un'analisi di Lü Junchang nel 2006 ha risolto la sua posizione come taxon gemello di Batrachognathus. Nel 2009, Kellner e colleghi proposero l'erezione di Batrachognathinae, un clade per comprendente questi due generi e Dendrorhynchoides. Nel 2021, un'analisi filogenetica condotta da Xuefang Wei e colleghi ha recuperato Jeholopterus all'interno della sottofamiglia Anurognathinae, il che è diverso dal precedente studio di Kellner e colleghi in cui è stato recuperato come strettamente correlato a Batrachognathus. Si è scoperto che Jeholopterus era il taxon gemello di un clade senza nome formato sia da Anurognathus che da Vesperopterylus nello studio di Wei e colleghi. Di seguito è riportato un cladogramma che rappresenta la loro analisi filogenetica:
|  | Sinomacrops bondei     |
|  |                        |
|  | Batrachognathus volans |
|  |                        |

|  | Jeholopterus ningchengensis                                                           |
|  |                                                                                       |
|  | \| \| Anurognathus ammoni \| \| \| \| \| \| Vesperopterylus lamadongensis \| \| \| \| |
|  |                                                                                       |
|  | Anurognathus ammoni                                                                   |
|  |                                                                                       |
|  | Vesperopterylus lamadongensis                                                         |
|  |                                                                                       |

|  | Anurognathus ammoni           |
|  |                               |
|  | Vesperopterylus lamadongensis |
|  |                               |

|  | Jeholopterus ningchengensis                                                           |
|  |                                                                                       |
|  | \| \| Anurognathus ammoni \| \| \| \| \| \| Vesperopterylus lamadongensis \| \| \| \| |
|  |                                                                                       |
|  | Anurognathus ammoni                                                                   |
|  |                                                                                       |
|  | Vesperopterylus lamadongensis                                                         |
|  |                                                                                       |

|  | Anurognathus ammoni           |
|  |                               |
|  | Vesperopterylus lamadongensis |
|  |                               |

|  | Jeholopterus ningchengensis                                                           |
|  |                                                                                       |
|  | \| \| Anurognathus ammoni \| \| \| \| \| \| Vesperopterylus lamadongensis \| \| \| \| |
|  |                                                                                       |
|  | Anurognathus ammoni                                                                   |
|  |                                                                                       |
|  | Vesperopterylus lamadongensis                                                         |
|  |                                                                                       |

|  | Anurognathus ammoni           |
|  |                               |
|  | Vesperopterylus lamadongensis |
|  |                               |

|  | Jeholopterus ningchengensis                                                           |
|  |                                                                                       |
|  | \| \| Anurognathus ammoni \| \| \| \| \| \| Vesperopterylus lamadongensis \| \| \| \| |
|  |                                                                                       |
|  | Anurognathus ammoni                                                                   |
|  |                                                                                       |
|  | Vesperopterylus lamadongensis                                                         |
|  |                                                                                       |

|  | Anurognathus ammoni           |
|  |                               |
|  | Vesperopterylus lamadongensis |
|  |                               |

|  | Sinomacrops bondei     |
|  |                        |
|  | Batrachognathus volans |
|  |                        |

|  | Jeholopterus ningchengensis                                                           |
|  |                                                                                       |
|  | \| \| Anurognathus ammoni \| \| \| \| \| \| Vesperopterylus lamadongensis \| \| \| \| |
|  |                                                                                       |
|  | Anurognathus ammoni                                                                   |
|  |                                                                                       |
|  | Vesperopterylus lamadongensis                                                         |
|  |                                                                                       |

|  | Anurognathus ammoni           |
|  |                               |
|  | Vesperopterylus lamadongensis |
|  |                               |

|  | Jeholopterus ningchengensis                                                           |
|  |                                                                                       |
|  | \| \| Anurognathus ammoni \| \| \| \| \| \| Vesperopterylus lamadongensis \| \| \| \| |
|  |                                                                                       |
|  | Anurognathus ammoni                                                                   |
|  |                                                                                       |
|  | Vesperopterylus lamadongensis                                                         |
|  |                                                                                       |

|  | Anurognathus ammoni           |
|  |                               |
|  | Vesperopterylus lamadongensis |
|  |                               |

|  | Jeholopterus ningchengensis                                                           |
|  |                                                                                       |
|  | \| \| Anurognathus ammoni \| \| \| \| \| \| Vesperopterylus lamadongensis \| \| \| \| |
|  |                                                                                       |
|  | Anurognathus ammoni                                                                   |
|  |                                                                                       |
|  | Vesperopterylus lamadongensis                                                         |
|  |                                                                                       |

|  | Anurognathus ammoni           |
|  |                               |
|  | Vesperopterylus lamadongensis |
|  |                               |

|  | Jeholopterus ningchengensis                                                           |
|  |                                                                                       |
|  | \| \| Anurognathus ammoni \| \| \| \| \| \| Vesperopterylus lamadongensis \| \| \| \| |
|  |                                                                                       |
|  | Anurognathus ammoni                                                                   |
|  |                                                                                       |
|  | Vesperopterylus lamadongensis                                                         |
|  |                                                                                       |

|  | Anurognathus ammoni           |
|  |                               |
|  | Vesperopterylus lamadongensis |
|  |                               |

|  | Sinomacrops bondei     |
|  |                        |
|  | Batrachognathus volans |
|  |                        |

|  | Jeholopterus ningchengensis                                                           |
|  |                                                                                       |
|  | \| \| Anurognathus ammoni \| \| \| \| \| \| Vesperopterylus lamadongensis \| \| \| \| |
|  |                                                                                       |
|  | Anurognathus ammoni                                                                   |
|  |                                                                                       |
|  | Vesperopterylus lamadongensis                                                         |
|  |                                                                                       |

|  | Anurognathus ammoni           |
|  |                               |
|  | Vesperopterylus lamadongensis |
|  |                               |

|  | Jeholopterus ningchengensis                                                           |
|  |                                                                                       |
|  | \| \| Anurognathus ammoni \| \| \| \| \| \| Vesperopterylus lamadongensis \| \| \| \| |
|  |                                                                                       |
|  | Anurognathus ammoni                                                                   |
|  |                                                                                       |
|  | Vesperopterylus lamadongensis                                                         |
|  |                                                                                       |

|  | Anurognathus ammoni           |
|  |                               |
|  | Vesperopterylus lamadongensis |
|  |                               |

|  | Jeholopterus ningchengensis                                                           |
|  |                                                                                       |
|  | \| \| Anurognathus ammoni \| \| \| \| \| \| Vesperopterylus lamadongensis \| \| \| \| |
|  |                                                                                       |
|  | Anurognathus ammoni                                                                   |
|  |                                                                                       |
|  | Vesperopterylus lamadongensis                                                         |
|  |                                                                                       |

|  | Anurognathus ammoni           |
|  |                               |
|  | Vesperopterylus lamadongensis |
|  |                               |

|  | Jeholopterus ningchengensis                                                           |
|  |                                                                                       |
|  | \| \| Anurognathus ammoni \| \| \| \| \| \| Vesperopterylus lamadongensis \| \| \| \| |
|  |                                                                                       |
|  | Anurognathus ammoni                                                                   |
|  |                                                                                       |
|  | Vesperopterylus lamadongensis                                                         |
|  |                                                                                       |

|  | Anurognathus ammoni           |
|  |                               |
|  | Vesperopterylus lamadongensis |
|  |                               |

|  | Sinomacrops bondei     |
|  |                        |
|  | Batrachognathus volans |
|  |                        |

|  | Jeholopterus ningchengensis                                                           |
|  |                                                                                       |
|  | \| \| Anurognathus ammoni \| \| \| \| \| \| Vesperopterylus lamadongensis \| \| \| \| |
|  |                                                                                       |
|  | Anurognathus ammoni                                                                   |
|  |                                                                                       |
|  | Vesperopterylus lamadongensis                                                         |
|  |                                                                                       |

|  | Anurognathus ammoni           |
|  |                               |
|  | Vesperopterylus lamadongensis |
|  |                               |

|  | Jeholopterus ningchengensis                                                           |
|  |                                                                                       |
|  | \| \| Anurognathus ammoni \| \| \| \| \| \| Vesperopterylus lamadongensis \| \| \| \| |
|  |                                                                                       |
|  | Anurognathus ammoni                                                                   |
|  |                                                                                       |
|  | Vesperopterylus lamadongensis                                                         |
|  |                                                                                       |

|  | Anurognathus ammoni           |
|  |                               |
|  | Vesperopterylus lamadongensis |
|  |                               |

|  | Jeholopterus ningchengensis                                                           |
|  |                                                                                       |
|  | \| \| Anurognathus ammoni \| \| \| \| \| \| Vesperopterylus lamadongensis \| \| \| \| |
|  |                                                                                       |
|  | Anurognathus ammoni                                                                   |
|  |                                                                                       |
|  | Vesperopterylus lamadongensis                                                         |
|  |                                                                                       |

|  | Anurognathus ammoni           |
|  |                               |
|  | Vesperopterylus lamadongensis |
|  |                               |

|  | Jeholopterus ningchengensis                                                           |
|  |                                                                                       |
|  | \| \| Anurognathus ammoni \| \| \| \| \| \| Vesperopterylus lamadongensis \| \| \| \| |
|  |                                                                                       |
|  | Anurognathus ammoni                                                                   |
|  |                                                                                       |
|  | Vesperopterylus lamadongensis                                                         |
|  |                                                                                       |

|  | Anurognathus ammoni           |
|  |                               |
|  | Vesperopterylus lamadongensis |
|  |                               |

## Paleobiologia
La forma del cranio e la dentatura costituita da piccoli denti indicherebbero una dieta insettivora per Jeholopterus. Wang et al. hanno ipotizzato che Jeholopterus, essendo la specie più grande conosciuta del gruppo, potrebbe essersi nutrito di prede più grandi, come piccoli animali oppure pesci. I lunghi artigli ricurvi presenti sugli arti di questi animali, sembrano indicare uno stile di vita arboreo.